# Cristian Lema
Cristian Franco Lema (Puerto Madryn, 12 settembre 1990) è un calciatore argentino, difensore del Boca Juniors.

## Caratteristiche tecniche
È un difensore centrale.

## Carriera

### Debutto in Primera Division
Debutta in Primera División con la maglia del Newell's Old Boys il 6 novembre 2010, in occasione del match. finito a reti inviolate, disputato contro il Godoy Cruz.

### Belgrano
Nel 2014 diventa un nuovo giocatore del Belgrano.Qui raggiunge il suo massimo potenziale, disputando 120 presenze e realizzando 16 reti, in tutte le competizioni. Detiene il record di difensore con più goal nella massima serie della storia del club.

#### Benfica
Nel 2018 viene acquistato, a titolo definitivo, dal Benfica. L'esperienza con i lusitani è decisamente breve e incolore. Gioca solo due partite, di cui una in Champions League nel match vinto in trasferta contro l'Aek Atene.

#### I prestiti in Sudamerica
Il 7 Gennaio del 2019 viene ceduto in prestito, per sei mesi, al Penarol.Con gli uruguaiani gioca 20 partite e mette a segno due reti.
Ad agosto il Benfica lo cede in prestito al Newell's Old Boys. Il primo settembre del 2019 realizza una doppietta nel match vinto, per 4-1, contro l'Huracán.Due settimane più tardi va a segno contro gli acerrimi rivali del Rosario Central.

##### Ritorno al Newell’s
Dopo una breve esperienza in Arabia Saudita al Damac, veste, per la terza volta, la maglia del Newell's Old Boys.

##### Lanus
Nel 2023 viene acquistato dal Club Atlético Lanús. Con i granata colleziona 39 presenze e due reti, in tutte le competizioni.

##### Boca Juniors
Dall'8 Gennaio 2024  è un nuovo giocatore del Boca Juniors. Debutta con i gialloblu, in occasione della prima giornata di Copa de la Liga Profesional, disputata contro il Platense.

## Statistiche

### Presenze e reti nei club
Statistiche aggiornate al 19 dicembre 2024.
| Stagione                 | Squadra                  | Campionato               | Campionato | Campionato | Coppe nazionali | Coppe nazionali | Coppe nazionali | Coppe continentali | Coppe continentali | Coppe continentali | Altre coppe | Altre coppe | Altre coppe | Totale | Totale |
| Stagione                 | Squadra                  | Comp                     | Pres       | Reti       | Comp            | Pres            | Reti            | Comp               | Pres               | Reti               | Comp        | Pres        | Reti        | Pres   | Reti   |
| ------------------------ | ------------------------ | ------------------------ | ---------- | ---------- | --------------- | --------------- | --------------- | ------------------ | ------------------ | ------------------ | ----------- | ----------- | ----------- | ------ | ------ |
| 2010-2011                | Newell's Old Boys        | PD                       | 12         | 0          | -               | -               | -               | -                  | -                  | -                  | -           | -           | -           | 12     | 0      |
| 2011-2012                | Tigre                    | PD                       | 8          | 0          | CA              | 3               | 1               | -                  | -                  | -                  | -           | -           | -           | 11     | 1      |
| 2012-2013                | Quilmes                  | PD                       | 15         | 0          | CA              | 2               | 0               | -                  | -                  | -                  | -           | -           | -           | 17     | 0      |
| 2013-2014                | Quilmes                  | PD                       | 23         | 2          | -               | -               | -               | -                  | -                  | -                  | -           | -           | -           | 23     | 2      |
| Totale Quilmes           | Totale Quilmes           | Totale Quilmes           | 38         | 2          |                 | 2               | 0               |                    | -                  | -                  |             | -           | -           | 40     | 2      |
| 2014                     | Belgrano                 | PD                       | 18         | 0          | -               | -               | -               | -                  | -                  | -                  | -           | -           | -           | 18     | 0      |
| 2015                     | Belgrano                 | PD                       | 28         | 2          | CA              | 1               | 0               | CS                 | 2                  | 0                  | -           | -           | -           | 31     | 2      |
| 2016                     | Belgrano                 | PD                       | 14         | 3          | CA              | 5               | 0               | CS                 | 4                  | 0                  | -           | -           | -           | 23     | 3      |
| 2016-2017                | Belgrano                 | PD                       | 21         | 3          | CA              | 1               | 0               | -                  | -                  | -                  | -           | -           | -           | 22     | 3      |
| 2017-2018                | Belgrano                 | PD                       | 25         | 8          | CA              | 1               | 0               | -                  | -                  | -                  | -           | -           | -           | 26     | 8      |
| Totale Belgrano          | Totale Belgrano          | Totale Belgrano          | 106        | 16         |                 | 8               | 0               |                    | 6                  | 0                  |             | -           | -           | 120    | 16     |
| 2018-feb. 2019           | Benfica                  | PL                       | 1          | 0          | CP+CdL          | 0               | 0               | UCL                | 1                  | 0                  | -           | -           | -           | 2      | 0      |
| feb.-giu. 2019           | Peñarol                  | PD                       | 13         | 2          | -               | -               | -               | CL+CS              | 5+2                | 1+0                | -           | -           | -           | 20     | 3      |
| 2019-2020                | Newell's Old Boys        | PD                       | 22         | 5          | -               | -               | -               | -                  | -                  | -                  | -           | -           | -           | 22     | 5      |
| 2020-feb. 2021           | Damac                    | SPL                      | 11         | 0          | -               | -               | -               | -                  | -                  | -                  | -           | -           | -           | 11     | 0      |
| feb.-dic. 2021           | Newell's Old Boys        | PD                       | 17         | 0          | CA+CdL          | 1+11            | 0+1             | CS                 | 4                  | 0                  | -           | -           | -           | 33     | 1      |
| gen. 2022                | Damac                    | SPL                      | 1          | 0          | -               | -               | -               | -                  | -                  | -                  | -           | -           | -           | 1      | 0      |
| Totale Damac             | Totale Damac             | Totale Damac             | 12         | 0          |                 | -               | -               |                    | -                  | -                  |             | -           | -           | 12     | 0      |
| 2022                     | Newell's Old Boys        | PD                       | 17         | 0          | CA+CdL          | 1+12            | 1+2             | -                  | -                  | -                  | -           | -           | -           | 30     | 3      |
| Totale Newell's Old Boys | Totale Newell's Old Boys | Totale Newell's Old Boys | 68         | 5          |                 | 2+23            | 1+3             |                    | 4                  | 0                  |             | -           | -           | 97     | 9      |
| 2023                     | Lanús                    | PD                       | 24         | 1          | CA+CdL          | 2+13            | 1+0             | -                  | -                  | -                  | -           | -           | -           | 39     | 2      |
| 2024                     | Boca Juniors             | PD                       | 9          | 1          | CA+CdL          | 3+15            | 0               | CS                 | 7                  | 0                  | -           | -           | -           | 34     | 1      |
| 2025                     | Boca Juniors             | PD                       | 0          | 0          | CA              | 0               | 0               | CL                 | 0                  | 0                  | Cmc         | -           | -           | 0      | 0      |
| Totale Boca Juniors      | Totale Boca Juniors      | Totale Boca Juniors      | 9          | 1          |                 | 3+15            | 0               |                    | 7                  | 0                  |             | -           | -           | 34     | 1      |
| Totale carriera          | Totale carriera          | Totale carriera          | 279        | 27         |                 | 71              | 6               |                    | 25                 | 1                  |             | -           | -           | 375    | 34     |